# Martin Paluc
Martin Paluc (Lehota, Slovačka, 1706. – Vukovar, 16. rujna 1745.),  vanjski vikar pečuškog biskupa, župnik u Nijemcima.

## Prve godine i studij
Martin Paluc, rođen je u slovačkom mjestu Lehoti 1706. godine. Prezime mu se piše na više načina, Pabuch, Palluch, Paluk. Studirao je u Italiji u Ilirskom kolegiju u Loretu kao kandidat pečuške biskupije. U Loreto je došao 1722. godine, a 1723. godine započinje studij. Za svećenika je zaređen 1726. godine. Posjedovao veliko znanje te postao doktor teoloških znanosti. Govorio je više jezika, hrvatski, latinski, talijanski, njemački i slovački.

## Pastoralna djelatnost
Prve godine od svoga ređenja 1726. provodi kao misionar. U Nijemce dolazi 1737. godine te postaje župnik i vanjski vikar pečuškog biskupa za Slavoniju. Tijekom 1740. godine napali su ga i opljačkali razbojnici. Umro je u Vukovaru 16. rujna 1745. 

## Vanjske poveznice
- Antun DEVIĆ, Naši pitomci u Loretu, Diacovensia 18/2006. (str.441-471)